# Henrik Humann
Henrik Humann (* 18. Februar 1951 in Aue; † 20. Juli 2012 in Greiffenberg) war ein zeitgenössischer bildender Künstler sowie Gold- und Silberschmiedemeister.

## Leben
Henrik Humann war der einzige Sohn des Malers und Grafikers Helmut Humann. Von 1968 bis 1971 machte er eine Goldschmiedelehre bei Johannes Seidel (Kunstschaffender im Handwerk) in Schwarzenberg. 1971 bis 1973 war er Mitarbeiter im Künstlerkollektiv Hans Brockhage und Helmut Humann in Aue sowie bis 1974 bei W. Franz in Weimar. Ab 1975 besuchte Humann während seiner Dienstzeit in der NVA die Betriebsakademie Frankfurt/Oder und schloss diese 1978 mit dem Meister der Edelmetallverarbeitung ab. Seit 1977 arbeitete Humann freischaffend in Schwedt/Oder.
Der künstlerische Autodidakt war seit 1981 Mitglied im VBK-DDR, Mitglied des Bezirksvorstandes des VBK-DDR und der Sektionsleitung Kunsthandwerk, sowie seit 1990 Mitglied im BVBK e. V. (BBK).
Humann war verheiratet und hatte zwei Töchter und einen Sohn. Er verstarb am 20. Juli 2012 in seinem Haus in Greiffenberg.

## Ausstellungen

### Personalausstellungen
- 1982: Bad Elster
- 1983: Bad Freienwalde
- 1983: Schwedt/Oder (mit Helmut Humann)
- 1984: Galerie Skarabäus (Berlin)
- 1985: Galerie Gallus (Frankfurt/Oder)
- 1986: Angermünde
- 1987: Kleine Galerie (Eberswalde)
- 1989: Galerie Skarabäus (Berlin)
- 1992: Kleine Galerie (Eberswalde)
- 2000: Greiffenberg
- 2003/2004: Kunstgalerie Altes Rathaus (Fürstenwalde/Spree)

### Auslandsausstellungen
- 1983: Jablonec (Tschechien)
- 1983: Tokio (Japan)
- 1984: Moskau (Russland)
- 1984: Tallinn (Estland)
- 1984: Budapest (Ungarn)
- 1985: Sopron (Ungarn)
- 1985: Prag (Tschechien)
- 1985: Bratislava (Slowakei)
- 1987: Wien (Österreich)
- 1998: Krakau (Polen)

### Ausstellungsbeteiligungen
- 1982: IX. Kunstausstellung der DDR (Dresden)[2]
- 1984: Junge Künstler der DDR (Berlin)[3]
- 1984: Kandidaten stellen sich vor (Fürstenwalde/Spree)
- 1984: Schmuck und Glas (Erfurt)[4]
- 1985: 7. Kunstausstellung des Oderbezirks (Frankfurt/O.)
- 1985: Versuchsausstellung – Ausstellungsversuch (Fürstenwalde/Spree)
- 1985: Galerie Gallus (Frankfurt/Oder)
- 1985: Freizeit – Kunst und Lebensfreude (Angermünde)
- 1985: Schmuck und Mode (Galerie Skarabäus, Berlin)
- 1986: Metallgestaltung in der DDR (Halle/Saale)
- 1987: X. Kunstausstellung der DDR (Dresden)[5]
- 1987/1988: Internationaler Wettbewerb Schmuck in Bewegung – Bewegung in Schmuck (Wanderausstellung Hanau, Hannover, Pforzheim, Hagen)[6]
- 1988: Schwedter Künstler (Schwedt/Oder)
- 1988: Zeitgenössisches Kunsthandwerk der DDR (Handwerksforum Hannover)[7]
- 1994: Handwerksform (Potsdam)[8]